# Station Delmenhorst
Station Delmenhorst (Bahnhof Delmenhorst) is een spoorwegstation in de Duitse plaats Delmenhorst, in de deelstaat Nedersaksen. Het station ligt aan de spoorlijn Oldenburg - Bremen en de spoorlijn Delmenhorst - Hesepe. Naast de langeafstandstreinen (ICE en IC) en Regionalbahntreinen stoppen ook de Regio-S-Bahntreinen van Bremen en Nedersaksen op het station. Het station telt drie perronsporen, waarvan twee aan een eilandperron.

## Treinverbindingen
Op station Delmenhorst stoppen naast regionale treinen ook langeafstandstreinen. De langeafstandstreinen vervangen vaak regionale treinen. Intercity's rijden dan als Regional-Express, hierdoor zijn ook regionale vervoersbewijzen geldig op deze treinen.

### Langeafstandstreinen
De volgende langeafstandstreinen doen station Delmenhorst aan:
| Serie  | Treinsoort                        | Route | Bijzonderheden |
| ------ | --------------------------------- | --- | --- |
| ICE 10 | InterCityExpress (DB Fernverkehr) | Berlin Gesundbrunnen – Berlin Hbf – Berlin Spandau – Wolfsburg Hbf – Hannover Hbf – [ Bremen Hbf – Delmenhorst – Oldenburg (Oldb) Hbf ] / [ Bielefeld Hbf – Hamm (Westf) – [ Hagen Hbf – Wuppertal Hbf – Köln Hbf – Bonn Hbf – Koblenz Hbf ] / [ Dortmund Hbf – Bochum Hbf – Essen Hbf – Mülheim (Ruhr) Hbf – Duisburg Hbf – Düsseldorf Flughafen – Düsseldorf Hbf – Köln Messe/Deutz – Köln Hbf ]                   | Vanaf Hamm één treindeel naar Keulen en één naar Düsseldorf. Één trein per dag tussen Berlijn en Oldenburg.                                                                                   |
| ICE 25 | InterCityExpress (DB Fernverkehr) | [ [ Kiel Hbf – Neumünster ] / [ Hamburg-Altona ] – Hamburg Dammtor – Hamburg Hbf – ] / [ Oldenburg (Oldb) Hbf – Bremen Hbf – ] Hannover Hbf – Göttingen – Kassel-Wilhelmshöhe – Fulda – Würzburg Hbf – [ Nürnberg Hbf – ] / [ Treuchtlingen – Donauwörth – Augsburg Hbf – München-Pasing ] / [ Ingolstadt Hbf ] – München Hbf – Tutzing – Murnau – Oberau – Garmisch-Partenkirchen                                   | Rijdt elk uur tussen Hamburg en München. Elke twee uur een vleugeltrein naar/van Oldenburg. Enkele treinen via Augsburg. Één trein per dag door naar Garmisch-Partenkirchen.                  |
| IC 56  | Intercity (DB Fernverkehr)        | [ [ Norddeich Mole ] / [ Emden Außenhafen ] – Emden Hbf – Leer (Ostfriesl) – Oldenburg (Oldb) Hbf – Delmenhorst – Bremen Hbf – Hannover Hbf – Braunschweig Hbf ] / [ Warnemünde – Rostock Hbf – Bützow – Bad Kleinen – Schwerin Hbf – Ludwigslust – Wittenberge – Stendal Hbf ] – Magdeburg Hbf – [ Halle (Saale) Hbf – Leipzig Hbf ] / [ Brandenburg Hbf – Potsdam Hbf – Berlin Hbf – Berlin Ostbahnhof – Cottbus ] | Eén trein per dag vanaf Magdeburg Hbf naar Cottbus. Eén trein per dag vanaf Warnemünde. Tussen Norddeich Mole en Bremen Hbf worden ook plaatsbewijzen van het regionale verkeer geaccepteerd. |

### Regionale treinen
De volgende regionale treinen doen station Delmenhorst aan:
| Serie | Treinsoort                       | Route | Bijzonderheden              |
| ----- | -------------------------------- | --- | --------------------------- |
| RE 1  | Regional-Express (DB Regio Nord) | Hannover Hbf – Nienburg (Weser) – Verden (Aller) – Bremen Hbf – Delmenhorst – Hude – Oldenburg (Oldb) Hbf – Leer (Ostfriesl) – Emden Hbf – Norddeich Mole | Rijdt eenmaal per twee uur. |
| RE 19 | Regional-Express (NordWestBahn)  | Wilhelmshaven Hbf – Oldenburg (Oldb) Hbf – Hude – Delmenhorst – Bremen Hbf                                                                                | Enkele treinen per dag      |
| RB 58 | Regionalbahn (NordWestBahn)      | Osnabrück Hbf – Bramsche – Vechta – Delmenhorst – Bremen Hbf                                                                                              | Der Bramscher               |
| S3    | Regio-S-Bahn (NordWestBahn)      | Bremen Hbf – Delmenhorst – Oldenburg (Oldb) Hbf – Bad Zwischenahn                                                                                         |                             |
| S4    | Regio-S-Bahn (NordWestBahn)      | Bremen Hbf – Delmenhorst – Hude – Nordenham |                             |

0,0: Oldenburg (Oldb) Hbf ·
4,3: Neuenwege ·
8,2: Wüsting ·
16,7: Hude ·
21,8: Bookholzberg ·
25,5: Schierbrok ·
27,5: Hoykenkamp ·
30,7: Delmenhorst ·
33,5: Delmenhorst Df ·
34,2: Heidkrug ·
41,8: Bremen Neustadt ·
44,4: Bremen Hauptbahnhof
1. ↑  publicatie DB